# Calul fermecat

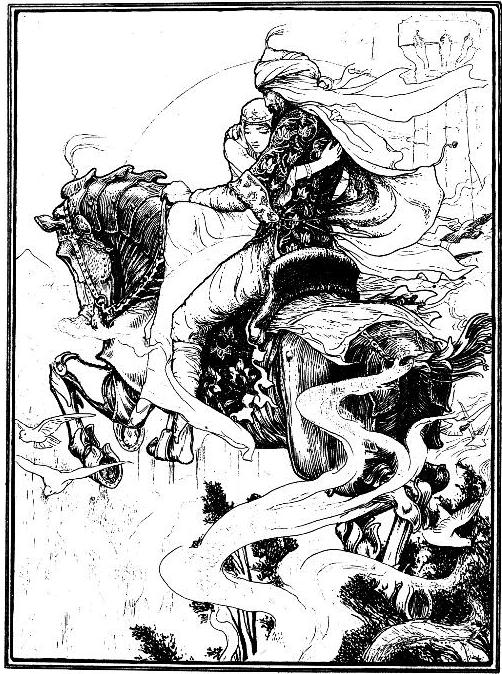
Ilustrație de John-Dickson Batten, 1895

Calul fermecat, uneori intitulat Calul de abanos, este o poveste din O mie și una de nopți .

## Povestea
În timpul unuia dintre festivalurile Nowruz (Anul Nou iranian) din Shiraz în Persia, un indian se înfățisează regelui cu un cal mecanic înșeuat, înhămat și cu căpăstru bogat. El îi dezvăluie regelui că animalul poate zbura prin activarea gleznei drepte a calului și este de acord să i-l dea regelui în schimbul mâinii fiicei sale. Prințul Firouz Schah este jignit. El pornește calul mecanic așa cum l-a văzut pe indian făcând, fără să aștepte instrucțiunile de pilotaj, dispare în aer. În cele din urmă găsește o modalitate de a reveni pe pământ, întorcând glezna stângă, și aterizează într-un alt palat, în Bengal. Acolo întâlnește o prințesă de care se îndrăgostește. El vrea să o aducă înapoi în Persia pentru a se căsători cu ea. 
Din păcate, indianul se răzbună pentru că a fost închis în temniță, răpind prințesa. Indianul duce calul în Kashmir, dar sultanul de acolo, îndrăgostit de prințesă, porunceste sa taie capul indianului.Prințesa refuză avansurile sultanului și așteaptă ca prințul Persiei să o elibereze. Acesta din urmă ajunge în Kashmir și află că și prințesa Bengalului este acolo. Se deghizează în medic deoarece sultanul crede că prințesa este bolnavă. Sultanul naiv îl conduce la prințesă. Prințul reușește să-i explice prințesei planul său care constă în a-l face pe sultan să creadă că trebuie suită pe cal ca să se vindece de boala presupusă. A doua zi, sultanul dă ordin sa fie indeplinită dorința prințului : de a fi pus calul în mijlocul curții. Gărzile o urcă pe prințesă pe cal și apoi se îndepărtează. Din păcate pentru sultan, prințul Firouz Schah sare și el pe cal și fuge cu prințesa. Acesta este modul în care prințul Persiei a salvat-o pe prințesa Bengalului.